# Phantasm: Ravager
Série
Phantasm 4 : Aux sources de la Terreur
(1998)
Pour plus de détails, voir Fiche technique et Distribution.
Phantasm: Ravager est un film d'horreur américain réalisé par David Hartman, sorti en 2016. Il s'agit du 5e volet et dernier opus de la saga Phantasm et le seul non réalisé par Don Coscarelli.
Le film est dédié à Angus Scrimm, décédé avant la fin du tournage.

## Synopsis
Peu de temps après que Reggie soit parti à la poursuite du Grand Homme, Mike avait repris conscience et s'était retrouvé seul dans le désert. Il partit à la recherche de Reggie mais il ne le trouva jamais.
Reggie s'était retrouvé prisonnier par le Grand Homme. Ce dernier l'avait placé dans une machine qui aspirait ses espoirs, ses rêves et ses souvenirs.
Pendant les dix années de captivité de Reggie, le Grand Homme avait lancé une invasion sur la Terre avec ses armées de cadavres réanimés et de gigantesques sphères d'acier. Les gouvernements sont tombés. La société s'est effondrée. Un virus inconnu s'est propagé. Les gens tombaient malades et finalement, leurs têtes gonflaient jusqu'à ce qu'elles éclatent. Le nombre de morts était considérable et il n'y avait aucun remède. Le monde appartenait désormais au Grand Homme. Mike avait rejoint un groupe de résistants, qui suivait les traces du Grand Homme et qui ne cessa de le combattre…

## Fiche technique
Sauf indication contraire, les informations mentionnées dans cette section peuvent être confirmées par la base de données cinématographiques IMDb,  présente dans la section « Liens externes ».
- Titre original : Phantasm: Ravager
- Réalisation : David Hartman
- Scénario : Don Coscarelli et David Hartman
- Photographie : David Hartman et Brad Baruh
- Montage : David Hartman, Jhoanne Reyes et Michael Miles
- Musique : Christopher L. Stone
- Production : Don Coscarelli
- Sociétés de production : Silver Sphere Corporation et Media Mode
- Distribution : Well Go USA Entertainment (États-Unis)
- Pays d'origine : États-Unis
- Langue originale : anglais
- Genre : horreur, fantastique
- Durée : 87 minutes
- Dates de sortie : 
  - États-Unis : 25 septembre 2016 (Festival Fantastic Fest) ; 7 octobre 2016
  - France : 31 octobre 2017 (en DVD et Blu-ray, VOSTfr)
- interdit aux moins de 12 ans

## Distribution
- Angus Scrimm : Jebediah Morningside / le Grand Homme
- A. Michael Baldwin : Michael « Mike » Pearson
- Bill Thornbury : Jody Pearson
- Reggie Bannister : Reggie
- Kathy Lester : la femme à la robe lavande
- Gloria Lynne Henry : Rocky
- Stephen Jutras : Chunk
- Dawn Cody : Dawn / Jane
- Daniel Roebuck : Demeter
- Daniel Schweiger : Cuda Thief
- Cean Okada : l'infirmière

## Éditions en vidéo
Le film est sorti en France chez l'éditeur ESC Editions dans le coffret intégrale DVD et Blu-ray et uniquement en version originale sous-titrée le 31 octobre 2017.